# تپه ده‌جامی
تپه ده جامی مربوط به عصر مس و سنگ - مفرغ است و در شهرستان دالاهو، بخش مرکزی، دهستان بیونیج، در میان بافت روستای ده جامی واقع شده و این اثر در تاریخ ۲۷ اسفند ۱۳۸۶ با شمارهٔ ثبت ۲۲۴۸۶ به‌عنوان یکی از آثار ملی ایران به ثبت رسیده است.